# Endeavor (entreprise)
Pour les articles homonymes, voir Endeavour.
Endeavor Group Holdings, ou simplement Endeavor (anciennement William Morris Agency ou WMA) est une entreprise fondée en 1898 qui représente les acteurs, les musiciens, écrivains et artistes auprès des sociétés de production artistique. Elle est considérée comme la plus importante et influente entreprise de son secteur au monde.
WMA a 750 employés et possède des bureaux à New York, Nashville, Miami, Beverly Hills, Londres et Shanghai

## Historique
Fondé à New York en 1898 par un jeune immigrant allemand, l'entreprise bénéficie de la montée en puissance du film muet. Il représente les intérêts de Charlie Chaplin, les frères Marx, Al Jolson entre autres. 
Des années 1930 aux années 1950, la compagnie ouvre des bureaux près des studios de Hollywood et rachète des compagnies moins importantes. 
De 1960 à 1969 l'agence représente Elvis Presley au cinéma. WMA se diversifie dans la musique à partir de 1965 en représentant les Rolling Stones et les Beach Boys.
De 1966 à 1971, l'agence Audiffred créée en France par Émile Audiffred en 1925, fusionne avec William Morris Agency alors dirigé par Georgette Audiffred.
En 1975, cinq de ses cadres quittent le groupe pour créer la société Creative Artists Agency.
En avril 2009, WMA annonce une fusion avec Endeavor Talent Agency pour former William Morris Endeavor. 
En juillet 2016, WME-IMG acquiert l'Ultimate Fighting Championship (UFC), la principale organisation d'arts martiaux mixtes, pour 4 milliards de dollars.
William Morris Endeavor est officiellement renommée Endeavor en octobre 2017.
En septembre 2021, Endeavor annonce l'acquisition d'OpenBet, une entreprise de pari sportif à Scientific Games pour 1,2 milliard de dollars.
En avril 2023, Endeavor annonce fusionner l'UFC et la  WWE. Le nouvel ensemble est détenu à 51 % par les actionnaires d'Endeavor et à 49 % par ceux de la WWE.